# 宮地志行
宮地 志行（みやち しこう）は戦前日本の洋画家、挿絵画家。東京府渋谷区千駄ヶ谷・岐阜県日吉村半原で活動し、40代で早世した。本名は景樹（かげき）。

## 経歴

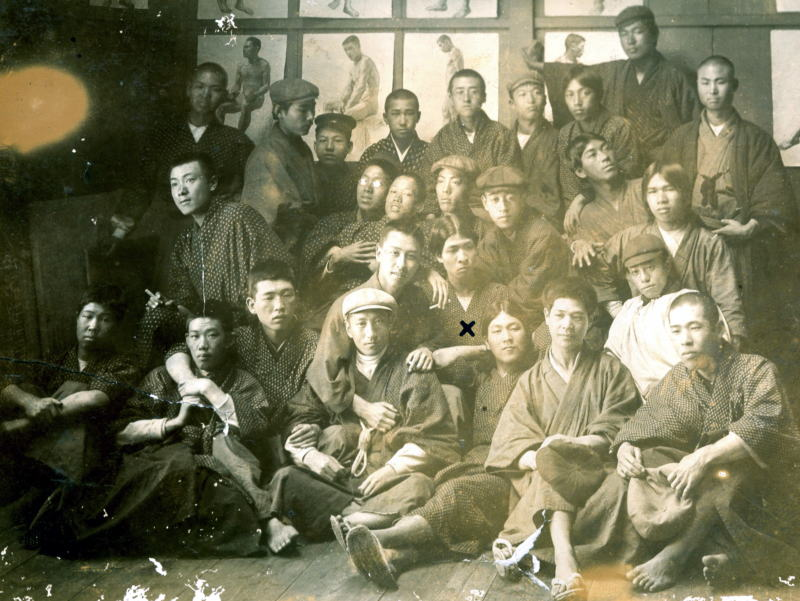
1911年（明治44年）大日本水彩画会研究所 X印が宮地景樹

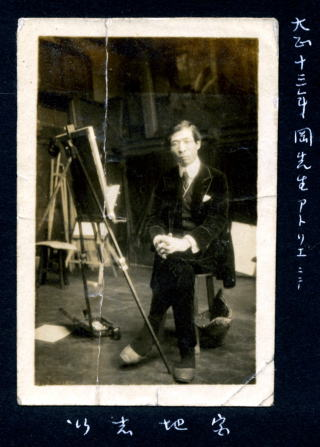
1924年（大正13年）岡精一アトリエにて

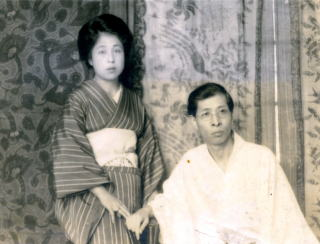
志行と妻の光枝

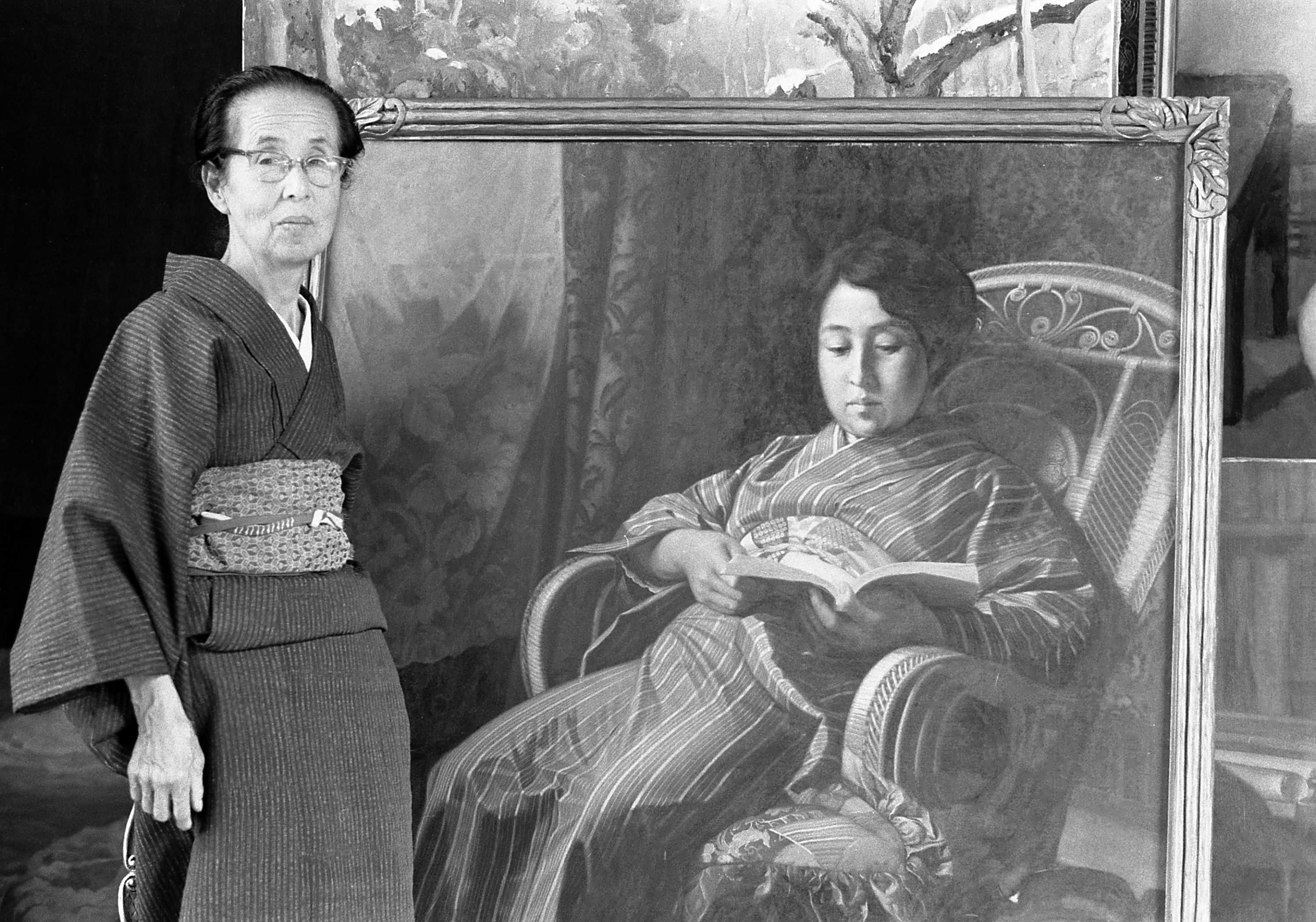
宮地光枝・アトリエにて絵のモデルも光枝

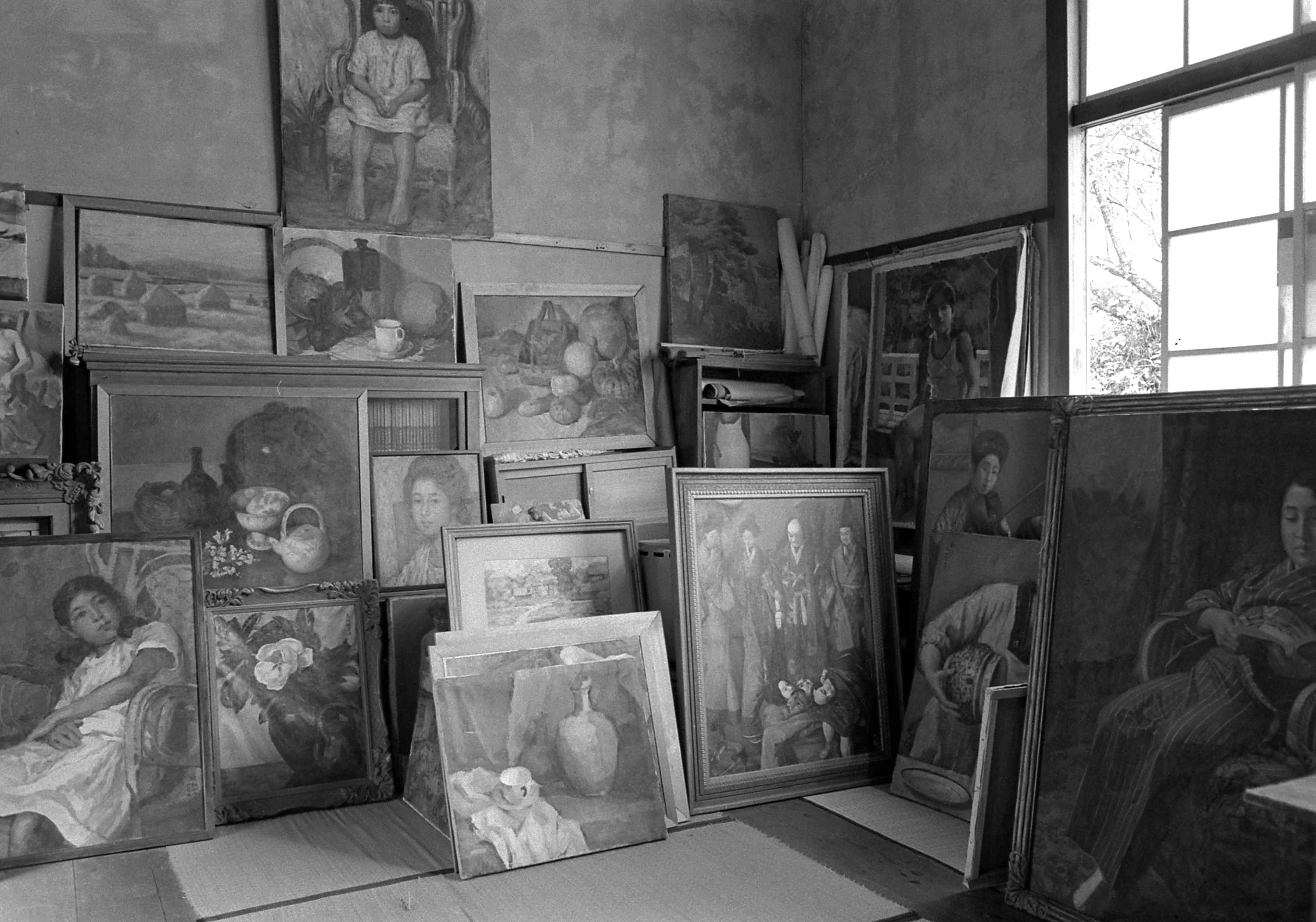
宮地志行アトリエ２

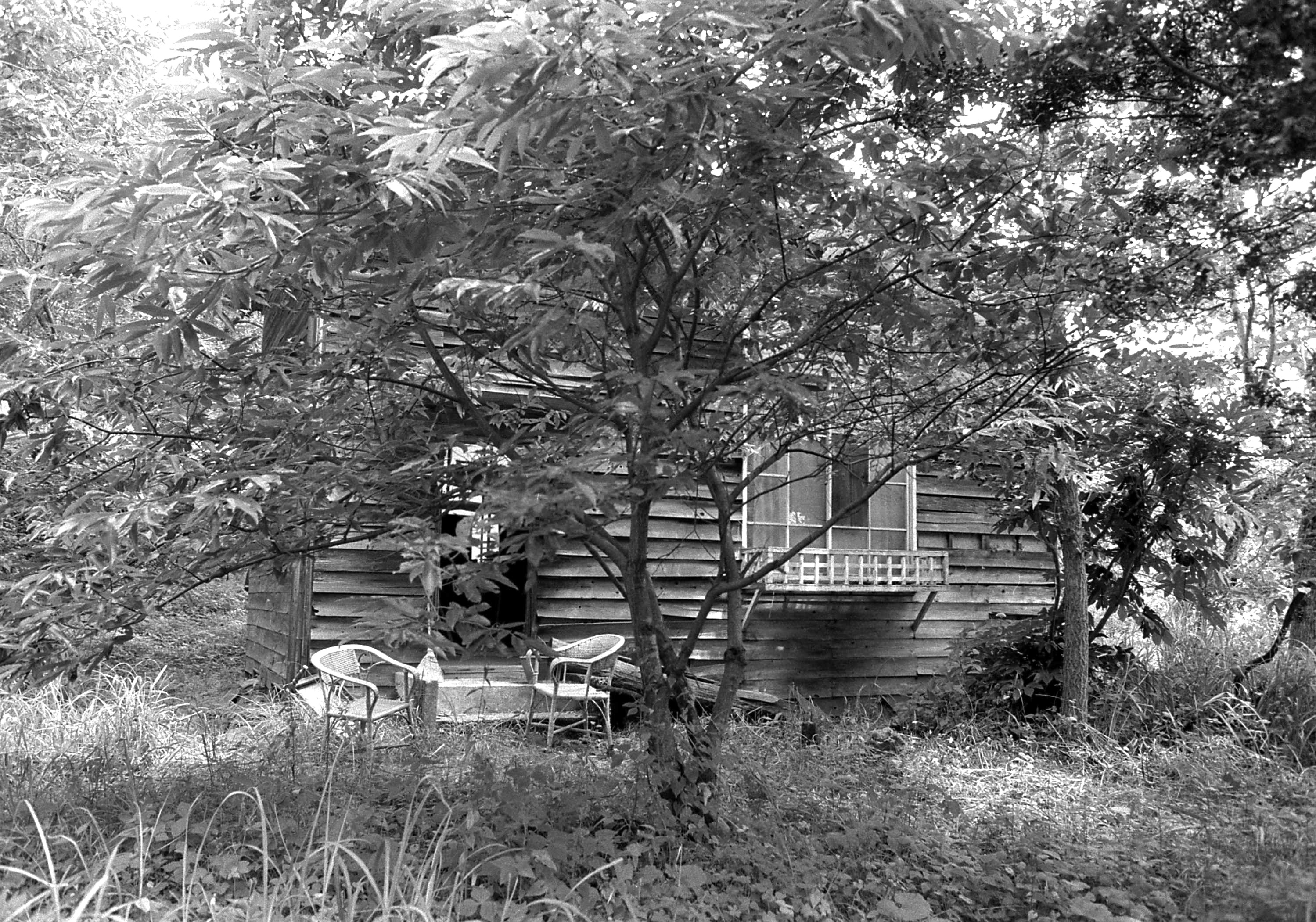
宮地志行アトリエ３

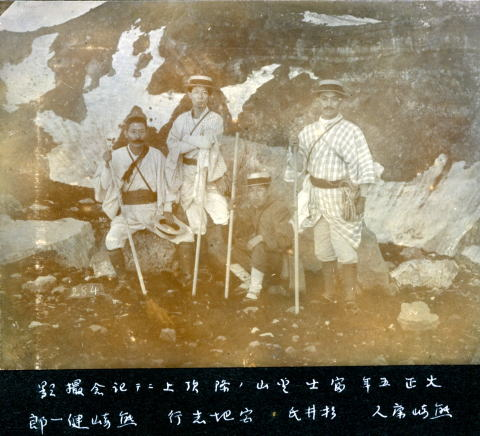
志行の富士山登山・山頂にて

1891年（明治24年）7月26日岐阜県土岐郡日吉村半原に宮地文一の長男として生まれた。5,6歳頃から絵を始めた。1901年（1901年）半原尋常小学校に入学し、1906年（明治39年）岐阜県立東濃中学校に進学した。
1909年（明治42年）卒業後、上京して千駄ヶ谷町の叔父美一宅に住み、フランスから帰国直後の岡精一に師事し、後期印象派の影響を受けつつアカデミック美術を習得した。大日本水彩画会研究所で研究し、1913年（大正2年）日本水彩画会創立に参加した。1922年（大正11年）9月太平洋画会准会員、1930年（昭和5年）3月30日展覧会会友に推薦された。
- 日本水彩画会/本会の沿革/に宮地景樹の名がある
- 太平洋美術会（太平洋画会）由縁の物故作家/に宮地志行の名がある
- 宮地志行「太平洋画会・准会員推薦状」
- 宮地志行「太平洋画会・会友推薦状」

昭和初期から高間惣七・中村不折に師事し、NHKラジオ雑誌、時事新報社『少年』『少女』、主婦之友社、興文社、『国定教科書』等の挿絵を手がかけた。1931年（昭和6年）母校日吉第一尋常高等小学校を設計したほか、土雛・半原操り人形浄瑠璃の道具も制作した。1932年（昭和7年）頃故郷半原にアトリエを建設し、東京との間を行き来した。
1935年（昭和10年）3月悪性関節炎となり、夏手術するも効果なく、1936年（昭和11年）10月12日四谷区慶応病院で死去した。病気は結核ともいう。22日には父文一も死去し、葬儀は合同で行われた。
1978年（昭和53年）アトリエは老朽化のため取り壊された。

## 絵画

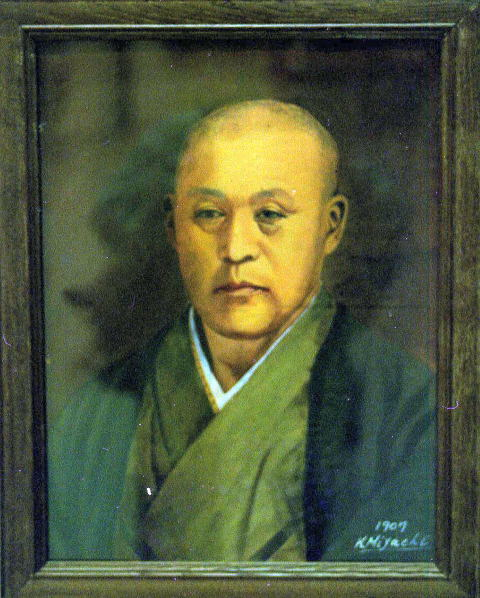
1907年（明治40年）「小栗兵左衛門」
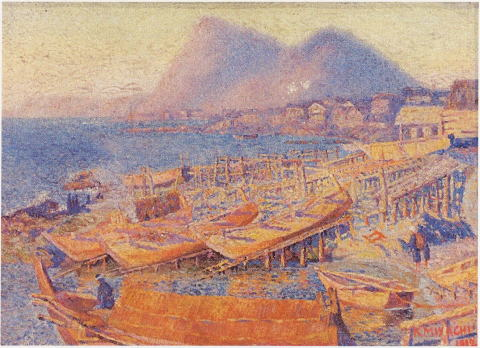
1912年（明治45年）「漁村」（房州の海）
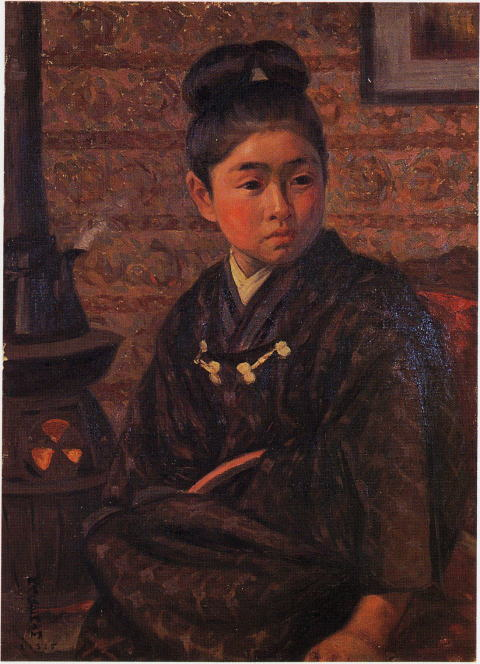
1915年（大正4年）「ストーブをたく少女」
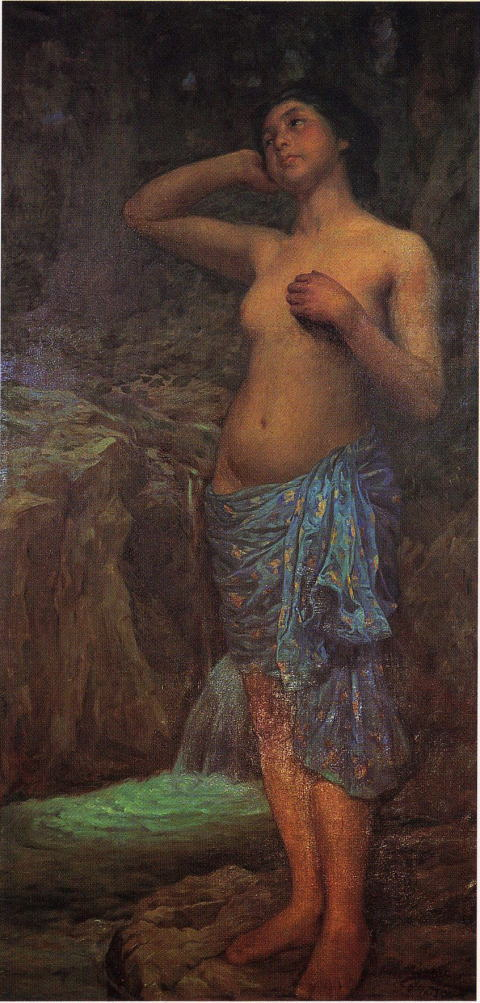
1919年（大正8年）「滝」（田立の滝） 岐阜県美術館所蔵
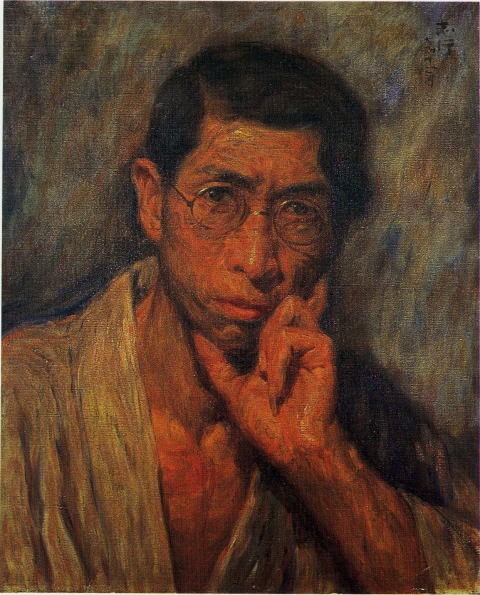
1922年（大正11年）「自画像」 岐阜県美術館所蔵
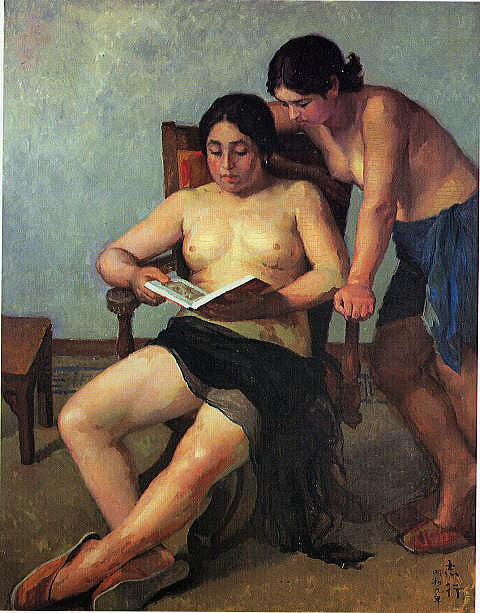
1934年（昭和9年）「母娘」 岐阜県美術館所蔵
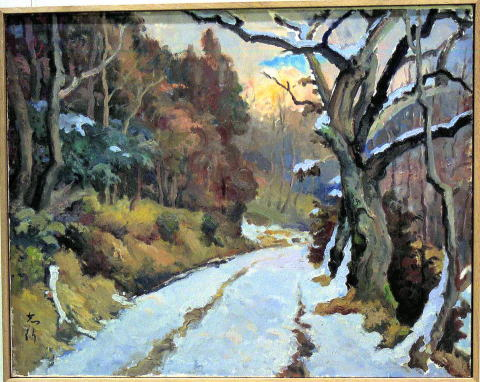
1936年（昭和11年）「雪の路」（雪の半原） 絶筆
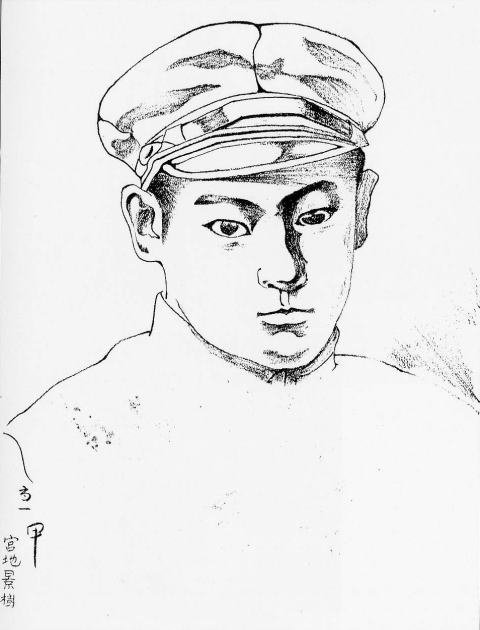
1902年「少年」志行11歳の時の描画

岐阜県美術館所蔵
- 滝
- 自画像
- トルソーのある静物
- 母娘
- マントの少女
- 老父
- 裸婦

瑞浪市陶磁資料館所蔵
- 窯場の風景
- 桃太郎
- 雪景色
- 椿
- 花
- いがみの権太
- 鮭
- 牡丹
- 風景
- 兎
- 花瓶と林檎
- カンナ
- 風景
- 加知幸平（素描）
- 石膏
- 黒い花瓶
- 白いオウム
- 桃畑風景
- 雪景色
- オウム
- 雪の山
- 赤いシャクヤク
- 山里
- 花瓶の赤い花

## 木彫の作品
- 老人
- 沐浴
- 墨壺
- 仙人
- 鳥追

## 土雛や石膏の作品
(以下すべて瑞浪市陶磁資料館所蔵)
- 桃太郎
- 翁１
- 翁２
- 恵比寿
- 大黒
- 加藤清正
- 義経
- いがみの権太
- 芝居
- 男雛・内裏様
- 女雛・お雛様
- 爺１
- 爺２
- 桃太郎・揃い

## 展示会の記録
- 遺作展(1961年)瑞浪市　PDF参照
- 遺作展(1994年)瑞浪市　PDF参照
- 遺作展(2000年)瑞浪市　PDF参照
- 梅野記念絵画館(2014年)東御市　PDF参照
- 丸山晩霞記念館(2014年)東御市　PDF参照
- 特別展示(2024年)瑞浪市　PDF参照
- 図録1994年版(PDF/11MB)
- 図録2015年版(PDF/15MB)

## 挿絵
- 安倍季雄『幼年冒険小説集』国民図書、1929年（昭和4年）
- 安倍季雄『少年世界偉人読本』大阪宝文館、1930年（昭和5年）
- 沖野岩三郎『やんばうさん』主婦之友、1934年（昭和9年）
- 水谷準『冒険童話しろくろ大使』主婦之友、1934年（昭和9年）6月号
- 須藤次雄『優良コドモヱホン』須藤雄鳳堂、1935年（昭和10年）
- 沖野岩三郎著『宛名印記』第34話「山内神斧君と宮地志行君」（p138～p145）に志行の東京での生活の一端が面白く書かれている。宮地志行のホームページにその一部を紹介している。
- 主婦之友『冒険童話しろくろ大使』昭和9年6月号、水谷準（文）宮地志行（絵）
- 主婦之友『冒険童話しろくろ大使』昭和9年9月号、水谷準（文）宮地志行（絵）
- 主婦之友『小公子物語』昭和10年1月号、村岡花子（述）宮地志行（絵）
- 主婦之友『母の心』昭和10年9月号、北川千代（述）宮地志行（絵）

挿絵の作品
- 宮地志行「冒険童話しろくろ大使」・主婦之友1934年6月号jpg
- 宮地志行「冒険童話しろくろ大使」・主婦之友1934年9月号jpg
- 宮地志行「小公子物語」・主婦之友1935年1月号jpg
- 宮地志行「母の心」・主婦之友1935年9月号jpg
- 宮地志行「やんばうさん」1934年1月号jpg
- 宮地志行「やんばうさん」1934年2月号jpg
- 宮地志行「やんばうさん」1934年3月号jpg
- 宮地志行「やんばうさん」1934年4月号jpg
- 宮地志行「やんばうさん」1934年5月号jpg

　（やんばうさんの文は沖野岩三郎、絵は宮地志行の作）
- 優良コドモエホン・サルカニ合戦jpg
- 優良コドモエホン・桃太郎jpg
- 優良コドモエホン・イソップpdf
- 優良コドモエホン・サルカニ合戦pdf
- 優良コドモエホン・ヨイコニナリマセウpdf
- 優良コドモエホン・桃太郎pdf
- 優良コドモエホン・動物園pdf

　（優良コドモエホンは絵も文も宮地志行の作）
- 楠木正成１
- 桜井の決別
- 歴史
- 楠木正成２
- 千早城の戦い
- 楠木正成３
- 新田義貞
- 物語
- 挿絵PDF

## 交友
- 横山大観[1]
- 下村観山[1]
- 安倍季雄[4]
- 丸山晩霞[4]
- 藤島英輔[4]
- 沖野岩三郎[2]
- 北川千代[2]
- 石井柏亭[2]
- 横山美智子[1]
- 大佛次郎[1]
- 林芙美子[1]

- 葉書など書簡リストpdf
- 葉書など書簡リスト2pdf
- 葉書など書簡リスト3jpg
- 書簡リスト3は沖野岩三郎、山内金三郎(神斧)、安倍季雄、久留島武彦のハガキ
- 沖野岩三郎は、『宛名印記』に宮地志行のことを書いている。また『やんばうさん』の挿絵を志行が描いた。
- 山内金三郎は、神斧と名乗った。主婦之友社編集長、主婦之友社を退いた後は大阪へ帰つて、阪急百貨店美術部を立ち上げ阪急美術という雑誌を出した。宮地志行が毎号主婦之友に執筆して生活の基礎が出来た恩人である。
- 安倍季雄は、宮地志行が東京での生活生涯にわたり尊敬した友人であった。志行の葬儀には弔辞を送っていて書物は生家に保存されている。
- 久留島武彦は、安倍季雄と共に、宮地志行が病床の時に見舞いのハガキを送っている。

## 家族

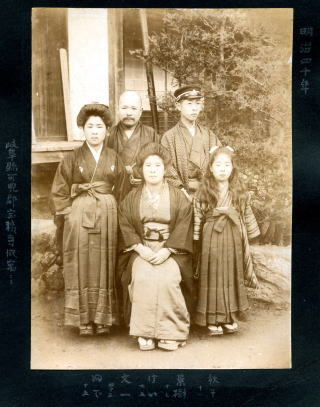
1907年（明治40年）可児郡宝積寺にて 右から宮地秋子、景樹、けい、文一、ふで

- 父：宮地文一（慶応元年（1865年）10月25日 - 1936年（昭和11年）10月22日） – 日吉尋常高等小学校長、日吉村長[5]。
- 母：けい（1873年（明治6年）5月7日 - 1961年（昭和36年）4月14日） - 可児郡今渡地主田口家娘[5]。
  - 妹：筆子（1893年（明治26年）生）[7] - 熊崎健一郎弟康人妻[3]。
  - 妹：秋子（1897年（明治30年）生）[7]
- 妻：光枝（1899年（明治32年）11月15日 – 1980年（昭和55年）5月20日） - 加知幸平娘。姓名判断に従い君枝と称した[6]。1918年（大正7年）3月結婚[7]。
- 長女：伸枝（1919年（大正8年）2月15日 - 1978年（昭和53年）5月30日）[2] - 瑞浪土岐町歯科医市川義雄妻[4]。
- 長男：完自（1923年（大正12年）1月6日 - 2017年（平成29年）11月19日）[2] - 正八位を拝領
- 孫：完行